# Paeonia jishanensis
Paeonia jishanensis là một loài thực vật có hoa trong họ Paeoniaceae. Loài này được T.Hong & W.Z.Zhao miêu tả khoa học đầu tiên năm 1992.